# Stiellähme

Stiellähmebefall auf den kleinen Beerenstielchen bei der Sorte Blaufränkisch

Stiellähmebefall in sehr fortgeschrittenem Stadium bei der Sorte Grüner Veltliner

Stiellähme ist eine Störung der Zellstruktur der Traubenstiele/Traubenkämme bei Weinreben und ist eine physiologische Störung und wird den Welkekrankheiten zugeordnet. Das abgestorbene Stielgerüst wird in der Folge häufig vom Botrytispilz befallen und äußert sich in der ungewollten Stielfäule. Folge ist, dass das Stielgerüst keinen mechanischen Halt mehr gibt und Teile oder ganze Trauben zu Boden fallen (Bodentrauben). Die ersten Symptome können schon um die Rebblütezeit auftreten, aber meist erst schlagartig nach Beginn der Reife (Stadium 81 gemäß BBCH-Skala für Weinreben) und betreffen insbesondere die Hauptachse des Traubengerüsts. Die derart betroffenen Trauben stellen meist – abhängig vom Stadium bei Erstbefall – die weitere Reifeentwicklung ein, was neben den Quantitätseinbußen auch zu starken Ertragsverlusten führt, wobei es bei Weißweinsorten in späteren Stadien eines Befalles auch zu einer Inhaltsstoffkonzentrierung kommen kann.
Das Schadensausmaß ist jährlich unterschiedlich, wobei der Standort, die Rebsorte und die verwendete Unterlagsrebe entscheidend sind. Anfällig für die Stiellähme sind besonders die Sorten Riesling, Blaufränkisch, Blauburger, Welschriesling, Muskateller, Müller-Thurgau, Traminer, Gutedel, Trollinger, Roeslier sowie Cabernet Sauvignon. Aber auch die Rebsorten Faber, Perle von Alzey, Rieslaner, Segalin und Sirius sind überdurchschnittlich anfällig.

## Ursachenkomplex
Fördernd und auslösend wirken:
- Magnesiummangel oder ungünstiges Kalium/Magnesium-Verhältnis von über 5:1 im Traubengerüst: ein Magnesiummangel schwächt die Photosynthese der Pflanze, verringert die Proteinsynthese und verlangsamt den Energiestoffwechsel. Kalium kann die Aufnahme und den Weitertransport des Magnesiums in der Pflanze behindern.
- zu dichte Laubmasse und damit einhergehende mangelnde Belichtung der Trauben
- starkes vegetatives Wachstum: ein zu starkes Triebwachstum behindert einen guten Fruchtansatz sowie die Bildung eines kräftigen Traubengerüsts.
- starke Witterungsumschwünge zur Blütezeit begünstigen das Auftreten
- häufiger Wechsel zwischen Trockenzeiten und hohen Niederschlagsmengen
- flachgründige Böden

Die trockenstressempfindliche Unterlagsrebe SO4, die auch noch ein geringes Mg-Aufnahmevermögen besitzt, fördert die Stiellähme und die Traubenwelke.